# László Szekfű
László Szekfű, później Szegfy (ur. 16 listopada 1905 w Németlad, zm. 17 grudnia 1977 w Kaposvárze) – węgierski zapaśnik walczący w stylu klasycznym. Olimpijczyk z Los Angeles 1932, gdzie zajął szóste miejsce w wadze koguciej.
Brązowy medalista mistrzostw Europy w 1930 roku.

## Letnie Igrzyska Olimpijskie 1932
| Konkurencja | Eliminacje               | Eliminacje             | Klas. końcowa |
| Konkurencja | Przeciwnik I             | Przeciwnik II          | Miejsce       |
| ----------- | ------------------------ | ---------------------- | ------------- |
| 56 kg       | Marcello Nizzola (ITA) P | Louis François (FRA) P | 6.            |